# Pyroderus scutatus
El yacutoro (en Argentina y Paraguay) (Pyroderus scutatus), también denominado yacú toro; toropisco montañero, toropisco o sangretoro (en Colombia), pájaro torero (en Venezuela) o cuervo-frutero de garganta roja (en Perú), es una especie de ave paseriforme de la familia Cotingidae, la única del género monotípico Pyroderus. Es nativo de América del Sur.

## Distribución y hábitat
Se distribuye de forma disjuta; en el centro oriental del continente (sureste y sur de Brasil, este de Paraguay y extremo noreste de Argentina; en el noreste de Venezuela y norte de Guyana; desde la cordillera de la Costa de Venezuela, a lo largo de los Andes de Venezuela, Colombia hasta el centro oeste de Ecuador; y en los Andes del centro de Perú.
Esta especie es considerada de rara a poco común y local en sus hábitats naturales: el estrato medio y el subdosel de selvas húmedas de tierras bajas, subtropical o tropical, áreas montanas húmedas subtropical o tropicales; hasta altitudes de 850 m en el este y hasta los 2200 m en las laderas andinas.

## Descripción
El macho alcanza una longitud de 38 a 43 cm, la hembra de 35,5 a 39,5 cm; en el sureste de América del Sur, norte de Venezuela hasta los Andes orientales de Colombia, es todo negro con un gran babero rojo fuego brillante cubriendo garganta y parte superior de pecho, con un cierto efecto escamado. En otros lugares, las partes inferiores son principalmente rufo castaño.

## Comportamiento
Generalmente es solitario e inconspícuo; permanece en el interior del bosque y con poca frecuencia se encarama en el abierto. Algunas veces puede ser hasta curioso.

### Alimentación

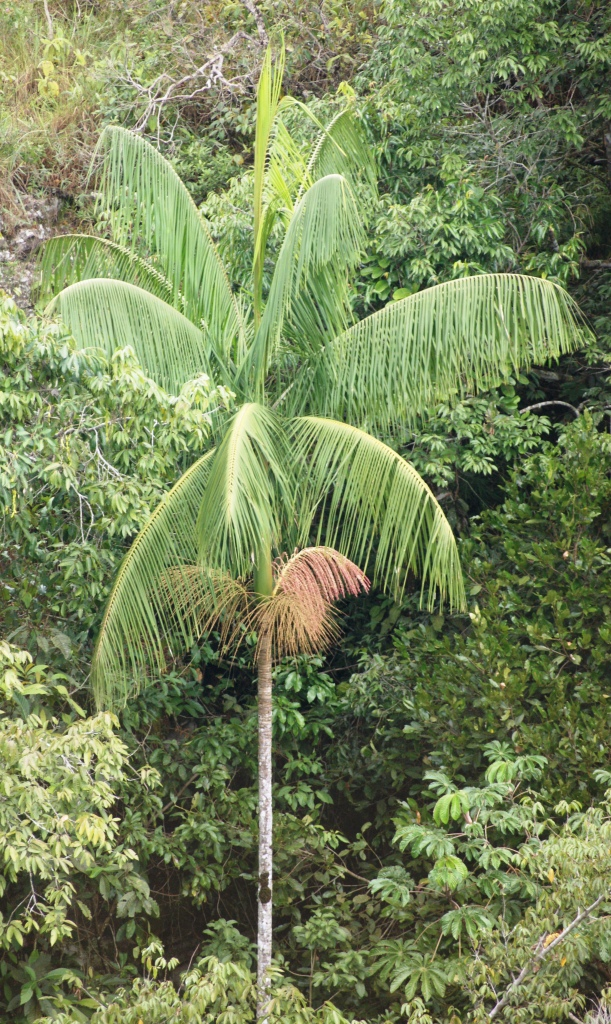
Palmito Euterpe edulis, uno de los alimentos preferidos de la especie.

Se alimenta de frutos o grandes artrópodos que captura en vuelo o mientras está encaramado. En el sureste de São Paulo, Brasil, se asocia regularmente a otras aves frugívoras como tucanes (Ramphastos dicolorus y Ramphastos vitellinus), arasarís (Pteroglossus bailloni), pájaro-campana (Procnias nudicollis) y al zorzal azulado (Turdus flavipes) en diversas fruteras como Trichilia, y otras como Nectandra, Ocotea, Virola, Cecropia y al  palmito Euterpe edulis. En el sur de São Paulo fue observado asociado a bandadas de chara cerúlea (Cyanocorax caeruleus) o al arasarí banana (P. bailloni).

### Reproducción
Los machos de reúnen en pequeños leks donde se exhiben en ramas cercanas al suelo, inclinándose y extendiendo las plumas rojas del pescuezo, que cuelgan del cuerpo como una gola.

### Vocalización
Mientras se exhiben emiten un llamado profundo y estentóreo «ooom-ooom-ooom». Fuera del lek son casi silenciosos, pero ocasionalmente emiten un «ooom» singular.

## Sistemática

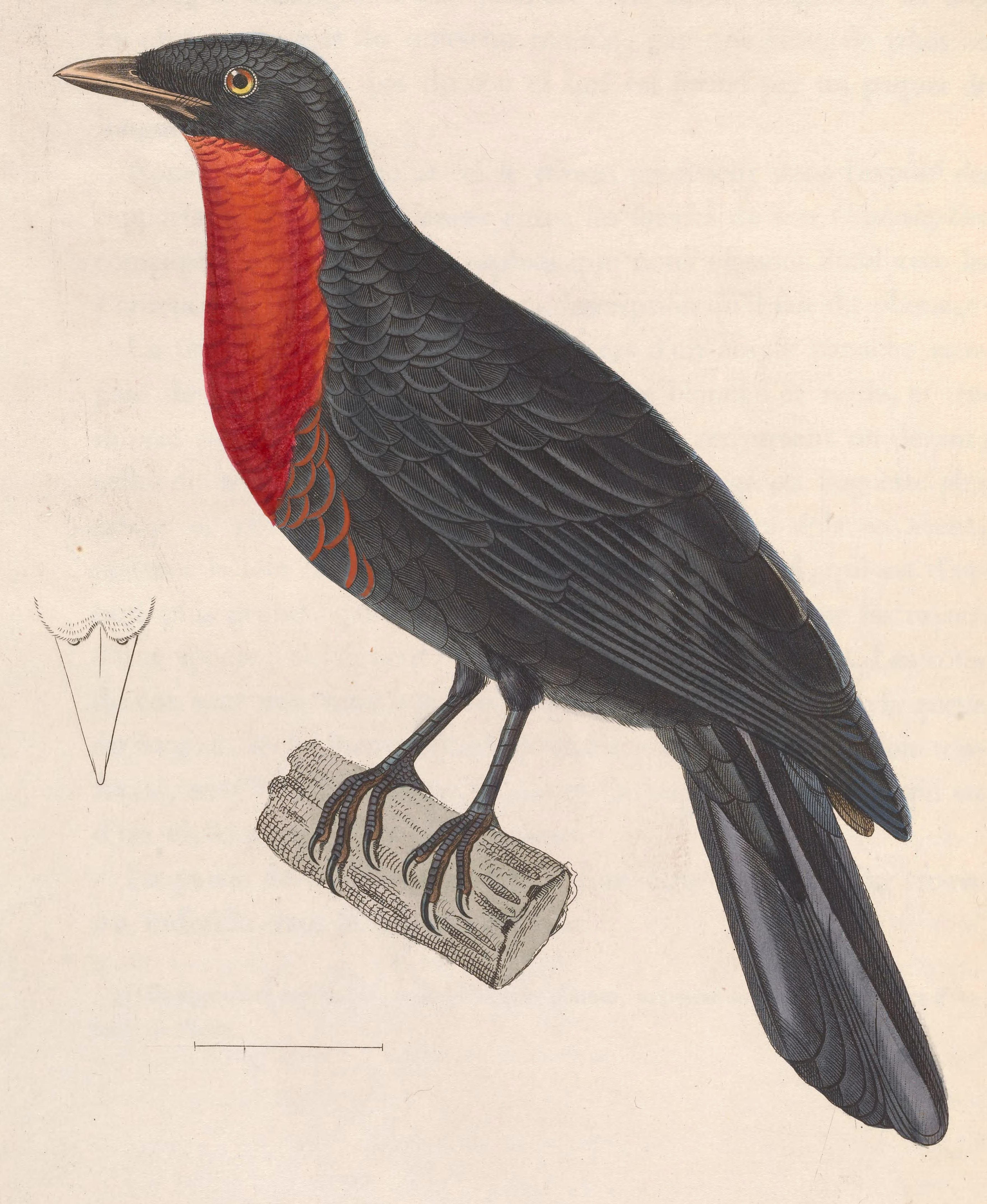
Coracina scutata; ilustración de Huet le Jeune y Prêtre en Temminck Nouveau recueil de planches coloriées d'oiseaux, de 1838.

### Descripción original
La especie P. scutatus fue descrita por primera vez por el naturalista británico George Kearsley Shaw en 1792 bajo el nombre científico Coracias scutata; la localidad tipo es «Nova Friburgo, Río de Janeiro, Brasil».
El género Pyroderus fue propuesto por el zoólogo británico George Robert Gray en 1840.

### Etimología
El nombre genérico masculino «Pyroderus» se compone de las palabras del griego «puros» que significa ‘fuego’, y «dera» que significa ‘garganta’, ‘pescuezo’; y el nombre de la especie «scutatus», proviene del latín y significa ‘armado con un escudo’.

### Taxonomía
Pyroderus scutatus (Sibley and Monroe 1990, 1993) fue provisoriamene dividido en P. scutatus y P. granadensis  por Stotz et al. (1996) pero este tratamiento no ha sido adoptado, siguiendo al Comité de Clasificación de Sudamérica (SACC) (2005).
Berv & Prum (2014) produjeron una extensa filogenia para la familia Cotingidae reflejando muchas de las divisiones anteriores e incluyendo nuevas relaciones entre los taxones, donde se propone el reconocimiento de cinco subfamilias. De acuerdo a esta clasificación, Pyroderus pertenece a una subfamilia Cephalopterinae Reichenow, 1914, junto a Haematoderus, Querula, Cephalopterus y Perissocephalus. El SACC aguarda propuestas para modificar la secuencia linear de los géneros y reconocer las subfamilias. El Comité Brasileño de Registros Ornitológicos (CBRO), en la Lista de las aves de Brasil - 2015 ya adopta esta clasificación.

### Subespecies

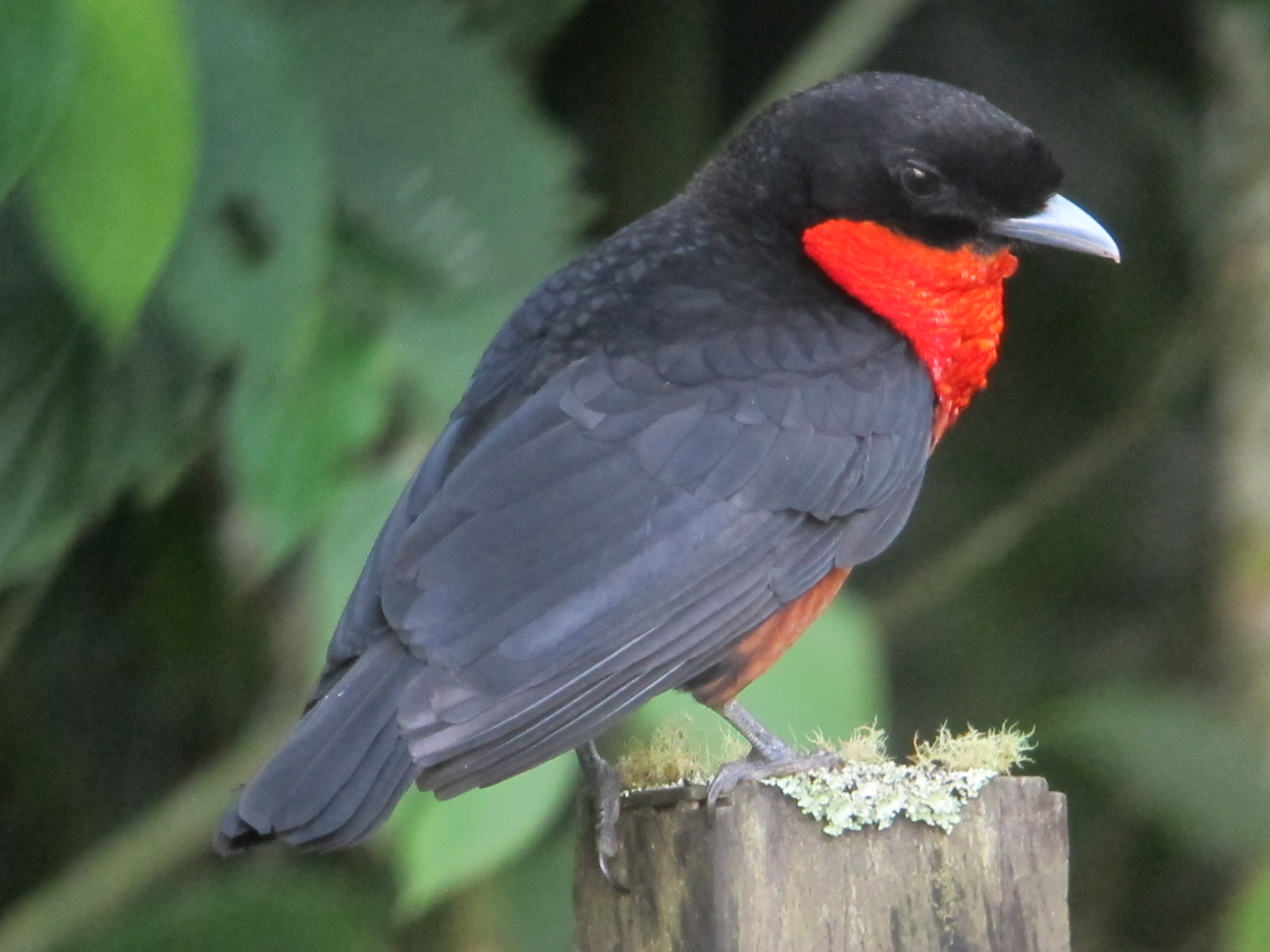
Pyroderus scutatus occidentalis en Pereira, Risaralda, Colombia.

Existen algunas diferencias morfológicas entre y dentro de las subespecies; el reciente estudio filogenético de Berv & Prum (2014) encontró una significativa variación genética entre la subespecie nominal y masoni (de Perú), sugiriendo que algunos taxones pueden representar especies separadas; son necesarias más investigaciones.
Según las clasificaciones del Congreso Ornitológico Internacional (IOC) y Clements Checklist/eBird, se reconocen cinco subespecies, con su correspondiente distribución geográfica:
- Pyroderus scutatus occidentalis (Chapman, 1914) - Andes occidentales y pendiente occidental de los Andes centrales de Colombia, y pendiente occidental en el noroeste de Ecuador.
- Pyroderus scutatus granadensis (Lafresnaye, 1846) - Serranía del Perijá (en la frontera Colombia-Venezuela), norte y oeste de Venezuela (Andes, y montañas costeras hacia el este hasta el Distrito Federal) y en los Andes orientales y pendiente oriental de los Andes centrales de Colombia.
- Pyroderus scutatus masoni (Ridgway, 1886) - este subtropical del Perú (sur de Amazonas a Pasco).
- Pyroderus scutatus orenocensis (Lafresnaye, 1846) - norte tropical de Venezuela (noreste de Bolívar) y norte de Guyana adyacente.
- Pyroderus scutatus scutatus (Shaw, 1792) - sureste tropical de Brasil (desde Bahía y sur de Goiás hacia el sur hasta Río Grande del Sur), al este hasta el este de Paraguay y noreste de Argentina (Misiones).